# Maratona de Londres
Maratona de Londres é uma corrida de rua disputada na distância de 42,195 km no mês de abril na capital da Inglaterra, por milhares de atletas, profissionais e amadores, desde 1981. Além de ser uma das cinco mais importantes maratonas do mundo, com um total de prêmios de cerca de US$1 milhão, também é uma grande celebração anual esportiva da cidade, transmitida ao vivo pela televisão para diversos países.
Organizada pela primeira vez em 1981 por Chris Brasher, jornalista e campeão olímpico dos 3000 m com barreiras em Melbourne 1956, e pelo atleta galês John Disley, tornou-se com o decorrer dos anos uma gigantesca prova disputada por mais de 35 mil atletas, com grande tradição de apoio à caridade no país, levantando cerca de 450 milhões de libras em donativos nos trinta anos de sua existência, e é citada no Guiness Book of Records como o evento anual que mais levanta fundos para caridade, com um total de 47,2 milhões de libras conseguidos apenas em 2009. Hoje é dirigida pelo britânico David Bedford, ex-recordista mundial dos 10.000 m, como diretor de prova e Nick Bitel, como chefe-executivo, e patrocinada pelo conglomerado Virgin, tendo oficialmente o nome de Virgin London Marathon. A BBC a transmite ao vivo para todo o mundo.
Com um dos níveis técnicos mais altos do mundo, devido à presença de grandes corredores internacionais atraídos pelos altos prêmios em dinheiro oferecidos pelos organizadores, a prova é realizada num percurso plano e rápido – responsável por alguns recordes mundiais já obtidos ali – em volta do Rio Tâmisa, passando por diversos pontos históricos da cidade como o Parlamento britânico, o Palácio de Buckingham e a Torre de Londres.
Apesar da participação dos maiores maratonistas do circuito mundial em cada edição, é a massa humana de corredores amadores que dá o ar de festa à competição. Milhares deles, de dezenas de países diferentes, caracterizados como personagens dos mais divertidos aos mais estranhos, como frutas ou com fantasias de mais de 4 m de altura,  participam da corrida carregando canecas onde recolhem donativos dados pelo público mais tarde dedicados à caridade  pela organização da prova e são os principais responsáveis por atraírem quase um milhão de espectadores às ruas para incentivar e torcer pelos competidores.
Como um atrativo a mais, os corredores que disputam a prova tem o privilégio de participar da única maratona do mundo disputada em dois hemisférios, ocidental e oriental, pois a cidade de Londres é cortada pelo Meridiano de Greenwich, cruzado diversas vezes durante o percurso.

## História
Em 1979, depois de participarem da Maratona de Nova York, Chris Brasher e John Disley resolveram criar uma competição de igual envergadura na Grã-Bretanha. Depois de voltar a Nova York no ano seguinte para observar e aprender os meandros da organização e do levantamento de suporte financeiro para tal empreitada, em 1981 ele conseguiu um patrocínio de 50 mil libras com a Gilette, estabeleceu o status de ajuda à caridade para o evento e delineou seis objetivos que a corrida devia ter, na esperança de conseguir repetir o sucesso e a participação popular que havia visto nos Estados Unidos e transformar Londres numa cidade capaz de sediar grandes eventos de rua.
A primeira maratona foi realizada em 29 de março de 1981 e contou com mais de 20 mil inscrições. 6.747 atletas foram aceitos e 6.255 conseguiram completá-la. Como toque especial de inauguração, terminou num empate, depois que o norte-americano Dick Beardsley e o norueguês Inge Simonsen cruzaram a linha de chegada de mãos dadas, após correrem juntos longa parte do percurso. A britânica Joyce Smith foi a primeira entre as mulheres.

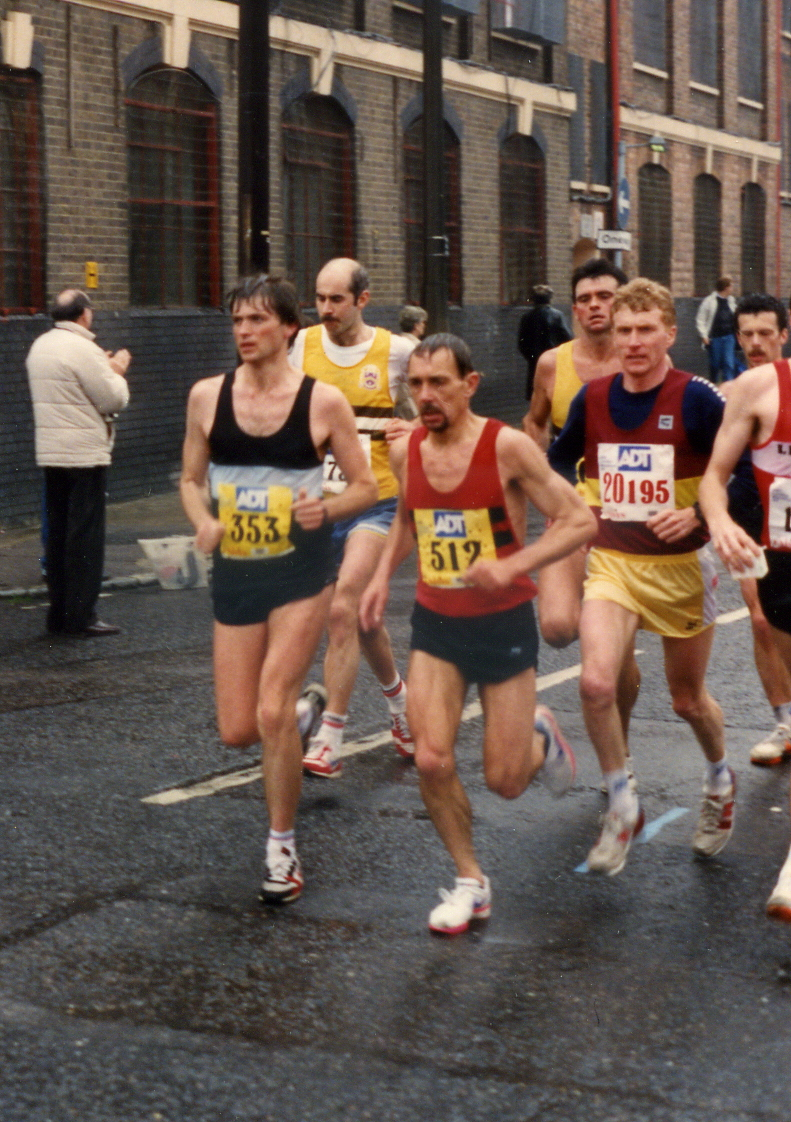
Corredores durante a edição de 1990.

Desde então, seu tamanho e popularidade só fizeram crescer e o nível técnico aumentar. Quatro recordes mundiais e dezenas de recordes nacionais já foram quebrados nela. Em 1983, a primeira categoria de atletas em cadeiras de roda foi criada e a maratona foi associada com a diminuição do estigma em torno de pessoas com deficiências físicas. Até 2009, 746.635 atletas já a haviam corrido. Em 2010, 36.549 corredores cruzaram a linha de chegada, o maior número em sua existência.
Por muitos anos, a Maratona de Londres e a Polytechnic Marathon, também corrida na área de Londres e existente desde 1909, competiram pela preferência popular, até que em 1996 a segunda deixou de existir, devido à popularidade da primeira. Em seus mais de trinta anos de história, ela registrou a morte de doze corredores, a mais recente delas ocorrida em 2012, quando Claire Squires, uma cabeleireira de 30 anos, teve um colapso e morreu na metade do percurso. Ela havia acabado de abrir uma página no site JustGiving, conhecido no país por fazer coleta de doações de todos os tipos para pessoas necessitadas e deficientes, em nome da instituição de caridade Samaritans. Em poucas horas depois que a notícia de sua morte começou a circular, o valor das doações na página de  Claire subiu de 500 libras para 600 mil libras. Por outro lado, o boxeador Michael Watson tornou-se um herói nacional e alvo das manchetes de toda a imprensa britânica quando, em 2003, após ser diagnosticado como incapaz de voltar a andar depois de um nocaute sofrido nos ringues, disputou e completou a maratona em seis dias.
Em 2018, a rainha Elizabeth II deu início à maratona, remotamente através de um botão, desde o castelo de Windsor. Em 2020, devido à pandemia de Covid-19 ela foi realizada em outubro, ao invés do tradicional mês de abril, e disputada apenas por um pequeno grupo de atletas de elite num percurso de 19 voltas em torno do St. James Park, fechado ao público.

## Percurso
O percurso da prova se espalha pela área plana em torno do rio Tâmisa, e é considerado um dos mais competitivos e rápidos do mundo. A corrida tem largadas em três pontos separados: a "largada vermelha", no sul de Greenwich Park, a "largada verde", em St. John's Park e a "largada azul", em Shooter's Hill Road. As três ondas de corredores convergem então para leste em Charlton e se encontram na altura do km 4,5 em Woolwich, próximo ao Quartel da Artilharia Real.
Quando os corredores chegam aos 10 km, passam pelo Old Royal Naval College em direção ao dique seco do Cutty Sark, em Greenwich. Passando por Surrey Quays nas Docklands, cruzam a Jamaica Road até atingir a marca da meia-maratona atravessando a Tower Bridge. Indo novamente para leste pela Highway, atravessando Wapping, passam por Limehouse e Mudchute na Isle of Dogs, antes de virarem para Canary Wharf. Quando o percurso chega ao bairro residencial de Poplar, os competidores correm para o oeste descendo a Poplar High Street de volta a Limehouse e cruzando a Commercial Road. De lá, retornam à via The Highway, para as ruas do alto e baixo Tâmisa.
Chegando à parte final da prova, o percurso passa em frente à Torre de Londres. Nos últimos seis quilômetros, a London Eye (Roda do Milênio) aparece aos olhos, antes dos atletas virarem à direita na Birdcage Walk para completar os últimos 350 metros, com a visão do Big Ben e do Palácio de Buckingham à frente, terminando o percurso e cruzando a linha de chegada na larga avenida The Mall, em frente ao Palácio de St. James.

## Recordes
Londres faz parte da World Marathon Majors, grupo que congrega as maiores maratonas anuais do mundo, não apenas pelo seu tamanho e popularidade mas pela qualidade técnica. Quatro recordes mundiais já foram estabelecidos na prova. Os dois primeiros nos anos 1980, na maratona feminina, com as norueguesas Grete Waitz (1983 – 2:25:29) e Ingrid Kristiansen (1985 – 2:21:06), este último levando treze anos para ser superado. Em 2002, o marroquino Khalid Khannouchi, então naturalizado norte-americano, abaixou a própria marca anterior, conquistada em Chicago em 1999, para 2:05:38. O último dos recordes mundiais ali estabelecido foi o da britânica Paula Radcliffe (2003 – 2:15:25), marca tão expressiva entre as mulheres que se manteve imbatível por dezesseis anos – e continua sendo o recorde de Londres – quando foi quebrado pela queniana Brigid Kosgei, bicampeã das edições de 2019 e 2020, na Maratona de Chicago.
O maior vencedor da prova é o bicampeão olímpico queniano Eliud Kipchoge (2015-16-18-19). Entre as mulheres, a maior vencedora é a norueguesa Ingrid Kristiansen, também quatro vezes campeã (1984-85-87-88).

## Vencedores
Nota: recorde da prova M e F recordes mundiais anteriores
| Ano  | Atleta                       | País                     | Tempo   |
| ---- | ---------------------------- | ------------------------ | ------- |
| 2025 | Sabastian Sawe               | Quénia                   | 2:02:27 |
| 2024 | Alexander Munyao             | Quénia                   | 2:04:01 |
| 2023 | Kelvin Kiptum                | Quénia                   | 2:01:25 |
| 2022 | Amos Kipruto                 | Quénia                   | 2:04:39 |
| 2021 | Sisay Lemma                  | Etiópia                  | 2:04:01 |
| 2020 | Shura Kitata                 | Etiópia                  | 2:05:41 |
| 2019 | Eliud Kipchoge               | Quénia                   | 2:02:37 |
| 2018 | Eliud Kipchoge               | Quénia                   | 2:04:17 |
| 2017 | Daniel Wanjiru               | Quénia                   | 2:05:48 |
| 2016 | Eliud Kipchoge               | Quénia                   | 2:03:05 |
| 2015 | Eliud Kipchoge               | Quénia                   | 2:04:42 |
| 2014 | Wilson Kipsang               | Quénia                   | 2:04:29 |
| 2013 | Tsegay Kebede                | Etiópia                  | 2:06:04 |
| 2012 | Wilson Kipsang               | Quénia                   | 2:04:44 |
| 2011 | Emmanuel Mutai               | Quénia                   | 2:04:40 |
| 2010 | Tsegay Kebede                | Etiópia                  | 2:05:18 |
| 2009 | Samuel Wanjiru               | Quénia                   | 2:05:10 |
| 2008 | Martin Lel                   | Quénia                   | 2:05:15 |
| 2007 | Martin Lel                   | Quénia                   | 2:07:41 |
| 2006 | Felix Limo                   | Quénia                   | 2:06:39 |
| 2005 | Martin Lel                   | Quénia                   | 2:07:35 |
| 2004 | Evans Rutto                  | Quénia                   | 2:06:18 |
| 2003 | Gezahegne Abera              | Etiópia                  | 2:07:56 |
| 2002 | Khalid Khannouchi            | Estados Unidos           | 2:05:38 |
| 2001 | Abdelkader El Mouaziz        | Marrocos                 | 2:07:09 |
| 2000 | António Pinto                | Portugal                 | 2:06:36 |
| 1999 | Abdelkader El Mouaziz        | Marrocos                 | 2:07:57 |
| 1998 | Abel Antón                   | Espanha                  | 2:07:57 |
| 1997 | António Pinto                | Portugal                 | 2:07:55 |
| 1996 | Dionicio Cerón               | México                   | 2:10:00 |
| 1995 | Dionicio Cerón               | México                   | 2:08:30 |
| 1994 | Dionicio Cerón               | México                   | 2:08:53 |
| 1993 | Eamonn Martin                | Reino Unido              | 2:10:50 |
| 1992 | António Pinto                | Portugal                 | 2:10:02 |
| 1991 | Yakov Tolstikov              | União Soviética          | 2:09:17 |
| 1990 | Allister Hutton              | Reino Unido              | 2:10:10 |
| 1989 | Douglas Wakiihuri            | Quénia                   | 2:09:03 |
| 1988 | Henrik Jørgensen             | Dinamarca                | 2:10:20 |
| 1987 | Hiromi Taniguchi             | Japão                    | 2:09:50 |
| 1986 | Toshihiko Seko               | Japão                    | 2:10:02 |
| 1985 | Steve Jones                  | Reino Unido              | 2:08:16 |
| 1984 | Charles Spedding             | Reino Unido              | 2:09:57 |
| 1983 | Mike Gratton                 | Reino Unido              | 2:09:43 |
| 1982 | Hugh Jones                   | Reino Unido              | 2:09:24 |
| 1981 | Inge Simonsen Dick Beardsley | Noruega · Estados Unidos | 2:11:48 |

| Ano      | Atleta              | País                 | Tempo   |
| -------- | ------------------- | -------------------- | ------- |
| 2025     | Tigst Assefa        | Etiópia              | 2:15:50 |
| 2024     | Peres Jepchirchir   | Quénia               | 2:16:16 |
| 2023     | Sifan Hassan        | Países Baixos        | 2:18:33 |
| 2022     | Yalemzerf Yehualaw  | Etiópia              | 2:17:26 |
| 2021     | Joyciline Jepkosgei | Quénia               | 2:17:43 |
| 2020     | Brigid Kosgei       | Quénia               | 2:18:58 |
| 2019     | Brigid Kosgei       | Quénia               | 2:18:20 |
| 2018     | Vivian Cheruiyot    | Quénia               | 2:18:31 |
| 2017     | Mary Keitany        | Quénia               | 2:17:01 |
| 2016     | Jemima Sumgong      | Quénia               | 2:22:58 |
| 2015     | Tigist Tufa         | Etiópia              | 2:23:22 |
| 2014     | Edna Kiplagat       | Quénia               | 2:20:21 |
| 2013     | Priscah Jeptoo      | Quénia               | 2:20:15 |
| 2012     | Mary Keitany        | Quénia               | 2:18:37 |
| 2011     | Mary Keitany        | Quénia               | 2:19:19 |
| 2010 (1) | Aselefech Mergia    | Etiópia              | 2:22:38 |
| 2009     | Irina Mikitenko     | Alemanha             | 2:22:12 |
| 2008     | Irina Mikitenko     | Alemanha             | 2:24:14 |
| 2007     | Zhou Chunxiu        | China                | 2:20:38 |
| 2006     | Deena Kastor        | Estados Unidos       | 2:19:35 |
| 2005     | Paula Radcliffe     | Reino Unido          | 2:17:42 |
| 2004     | Margaret Okayo      | Quénia               | 2:22:35 |
| 2003 (2) | Paula Radcliffe     | Reino Unido          | 2:15:25 |
| 2002     | Paula Radcliffe     | Reino Unido          | 2:18:56 |
| 2001     | Derartu Tulu        | Etiópia              | 2:23:57 |
| 2000     | Tegla Loroupe       | Quénia               | 2:24:33 |
| 1999     | Joyce Chepchumba    | Quénia               | 2:23:22 |
| 1998     | Catherina McKiernan | República da Irlanda | 2:26:26 |
| 1997     | Joyce Chepchumba    | Quénia               | 2:26:51 |
| 1996     | Liz McColgan        | Reino Unido          | 2:27:54 |
| 1995     | Małgorzata Sobańska | Polónia              | 2:27:43 |
| 1994     | Katrin Dörre        | Alemanha             | 2:32:34 |
| 1993     | Katrin Dörre        | Alemanha             | 2:27:09 |
| 1992     | Katrin Dörre        | Alemanha             | 2:29:39 |
| 1991     | Rosa Mota           | Portugal             | 2:26:14 |
| 1990     | Wanda Panfil        | Polónia              | 2:26:31 |
| 1989     | Véronique Marot     | Reino Unido          | 2:25:56 |
| 1988     | Ingrid Kristiansen  | Noruega              | 2:25:41 |
| 1987     | Ingrid Kristiansen  | Noruega              | 2:22:48 |
| 1986     | Grete Waitz         | Noruega              | 2:24:54 |
| 1985     | Ingrid Kristiansen  | Noruega              | 2:21:06 |
| 1984     | Ingrid Kristiansen  | Noruega              | 2:24:26 |
| 1983     | Grete Waitz         | Noruega              | 2:25:29 |
| 1982     | Joyce Smith         | Reino Unido          | 2:29:43 |
| 1981     | Joyce Smith         | Reino Unido          | 2:29:57 |

- (1) : a vitória de russa Liliya Shobukhova em 2010 foi anulada por doping.[21]
- (2) : a marca da britânica Paula Radcliffe é o atual recorde da prova e também o recorde mundial anterior, quebrado em 2019.[22]

## Vencedores por nações
| - Quênia - 19 - Reino Unido - 6 - Etiópia - 5 - Portugal - 3 - México - 3 - Estados Unidos - 2 - Japão - 2 - Marrocos - 2 - Dinamarca - 1 - Espanha - 1 - Noruega - 1 - Rússia - 1 | - Quênia - 15 - Reino Unido - 7 - Noruega - 6 - Alemanha - 5 - Etiópia - 5 - Polónia - 2 - Irlanda - 1 - China - 1 - Portugal - 1 - Estados Unidos - 1 - Holanda - 1 |

## Galeria

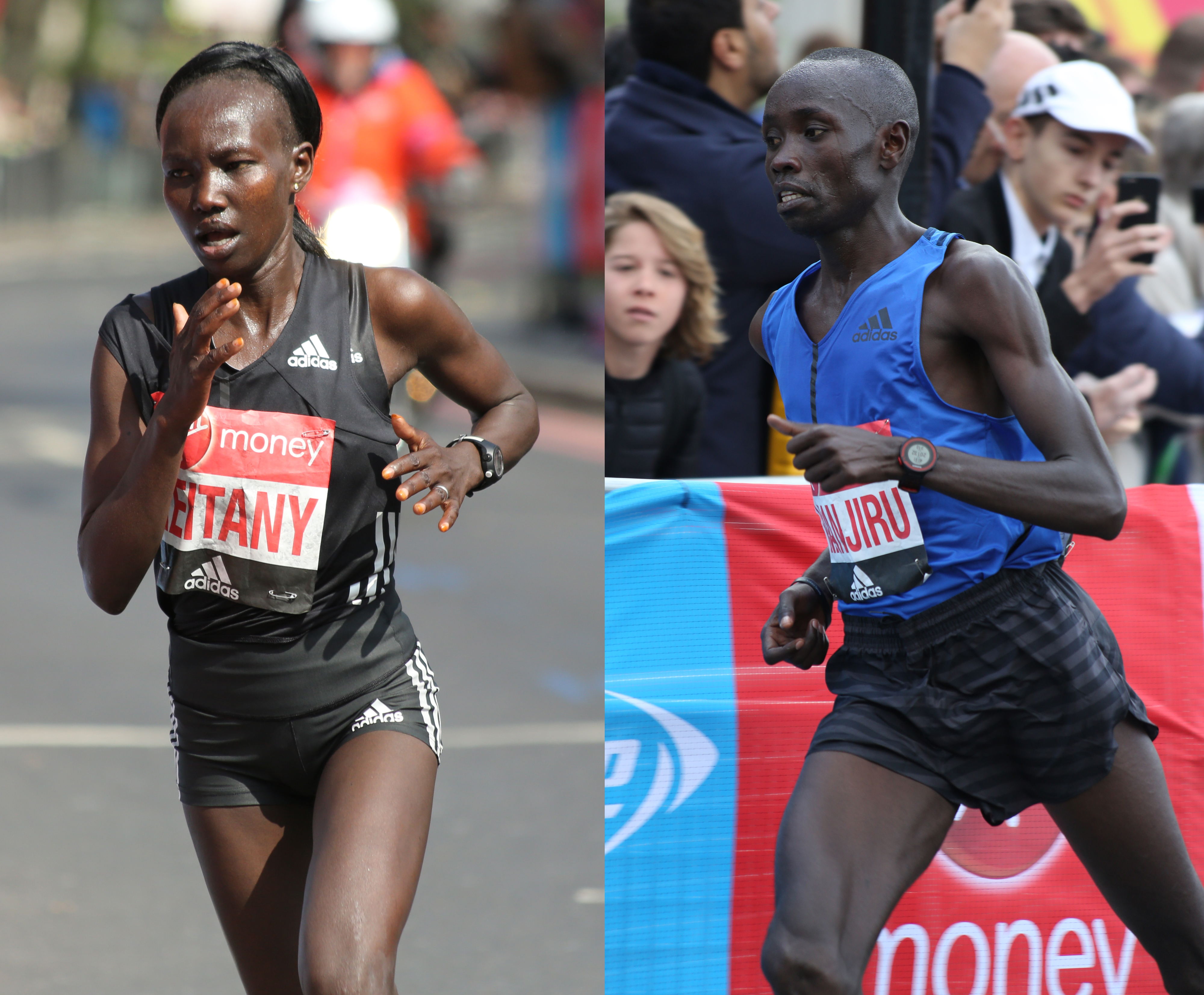
Mary Keitany e  Daniel Wanjiru, os vencedores em 2017.
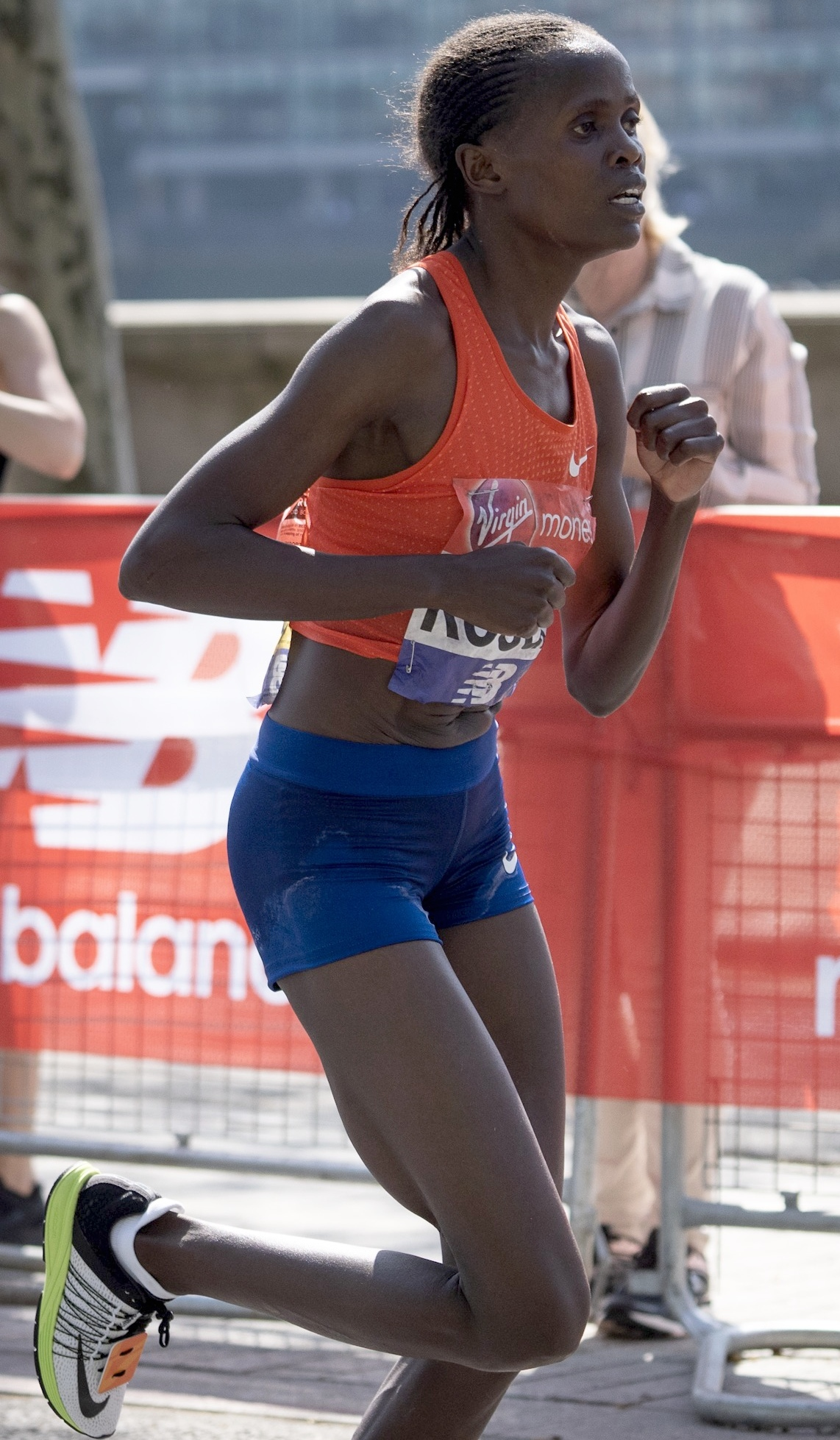
A queniana Brigid Kosgei a caminho da vitória em 2018.
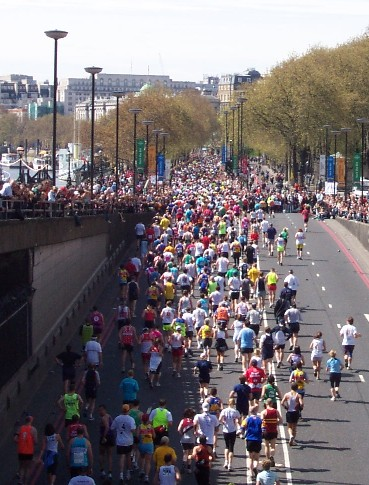
Milhares de corredores nas ruas de Londres durante a maratona de 2005.
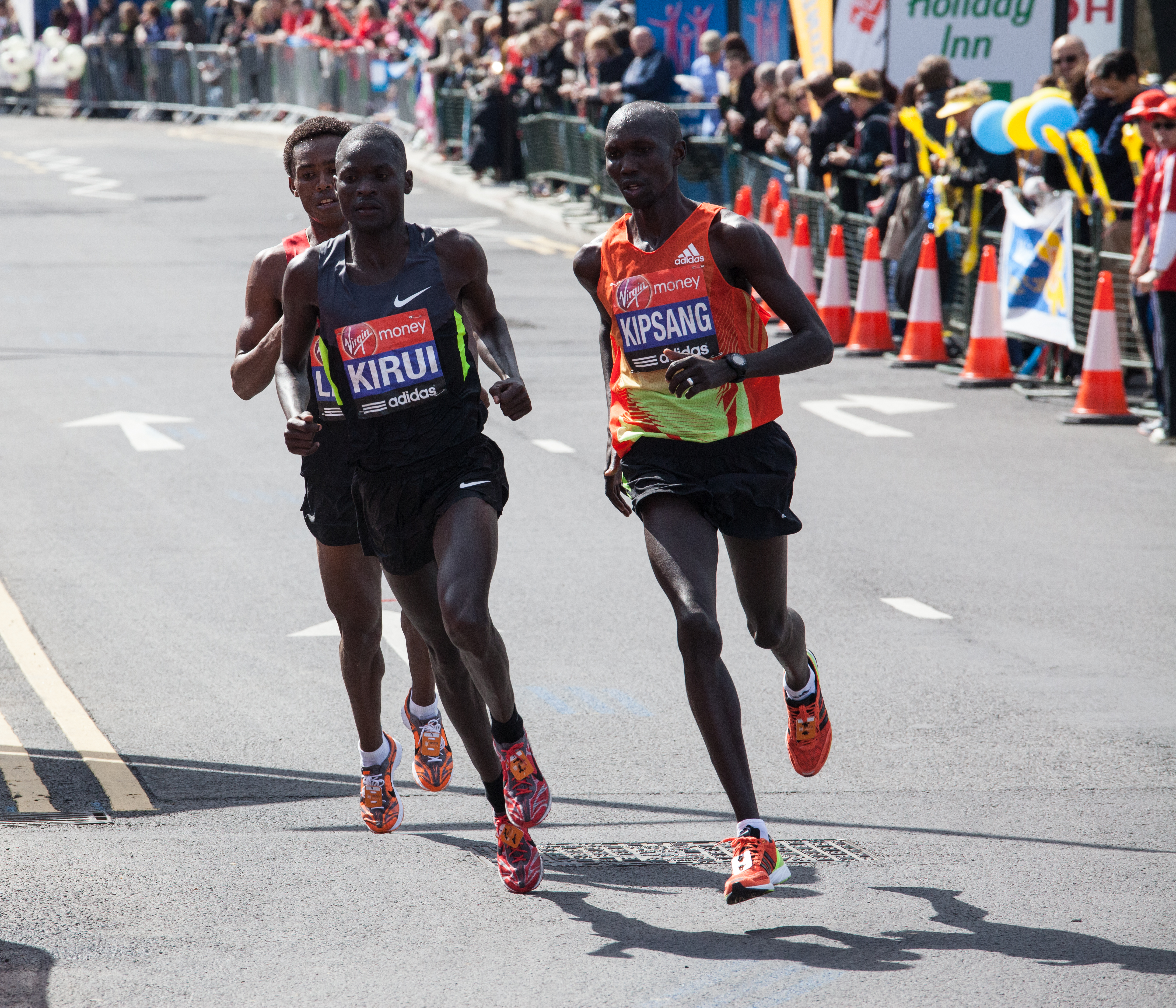
Wilson Kipsang, o vencedor de 2012, com mais dois quenianos em direção à linha de chegada.
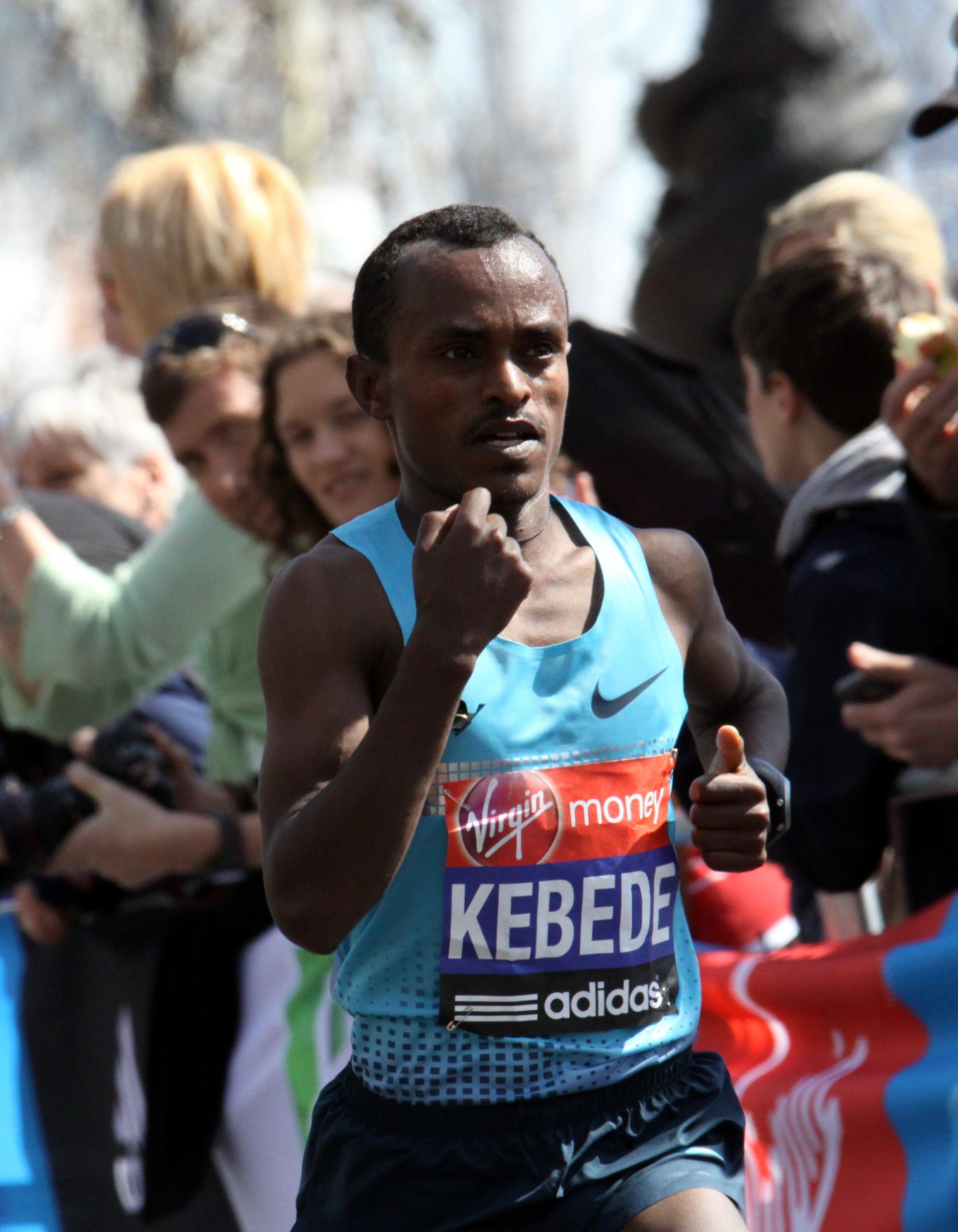
O etíope Tsegay Kebede correndo para a vitória em 2013.
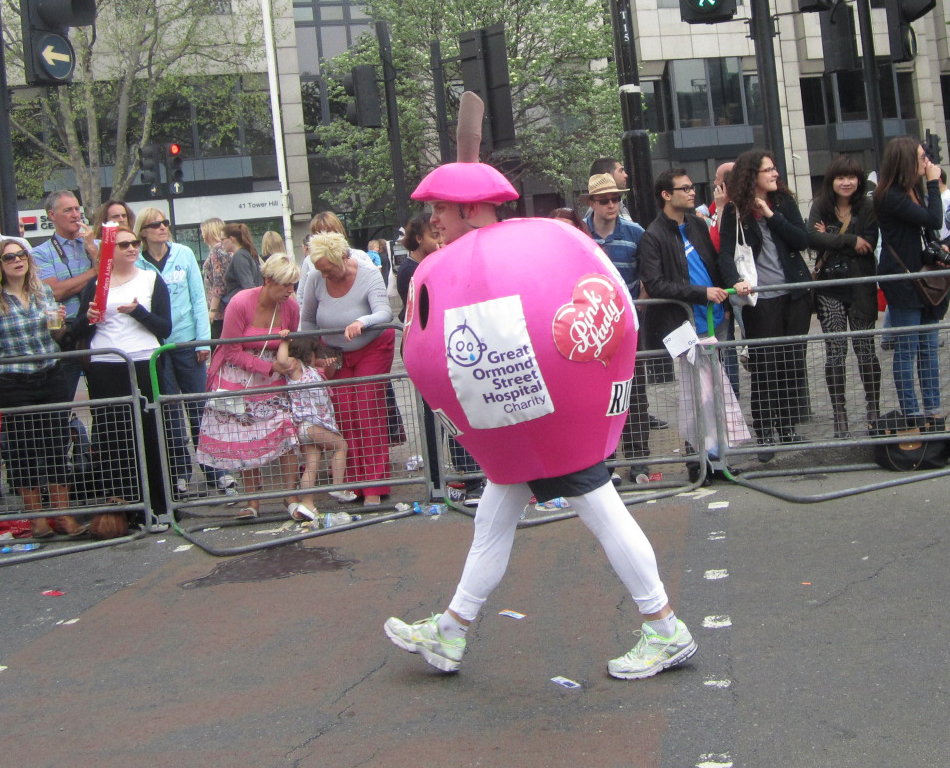
Corredor fantasiado de maçã disputa a maratona.
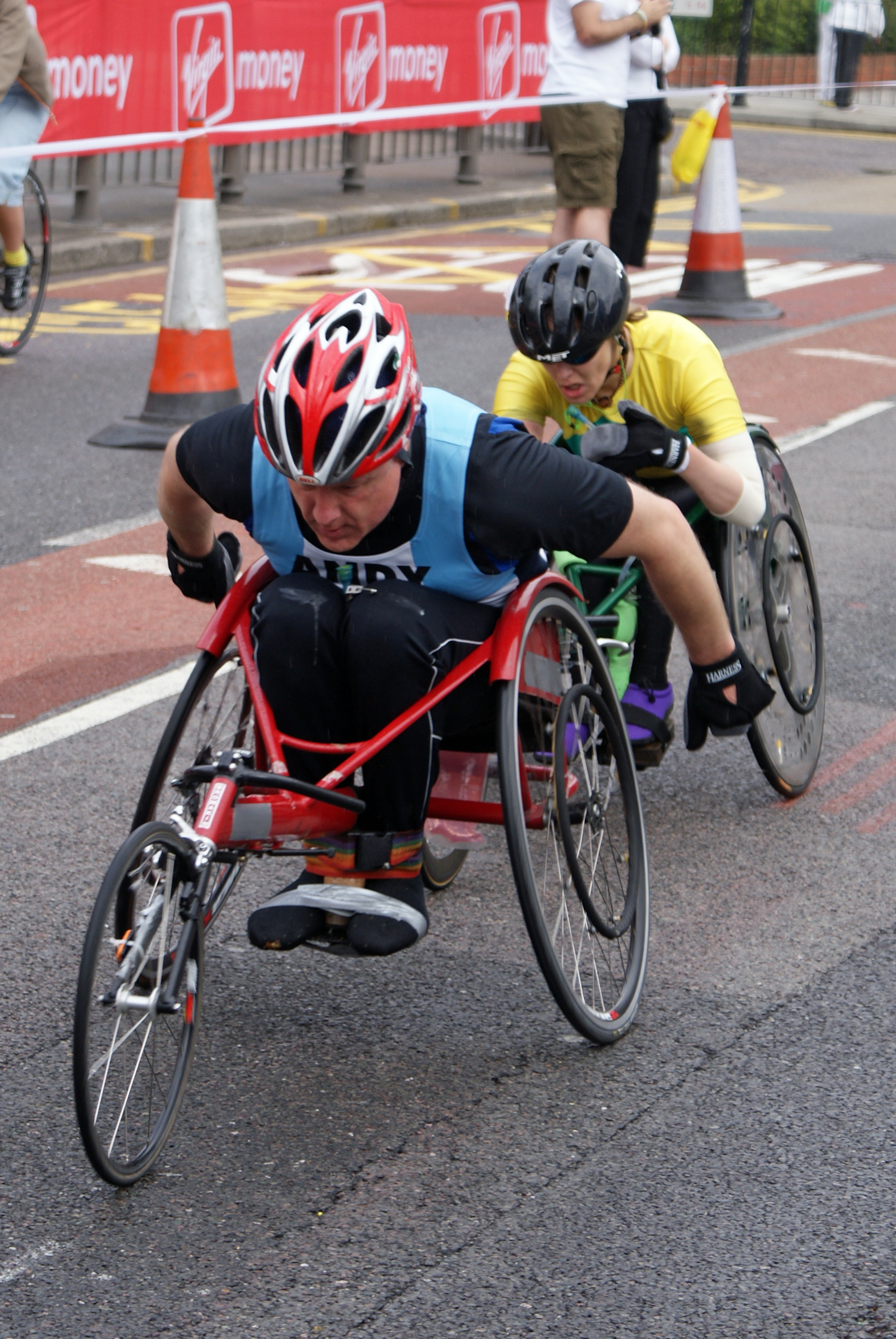
Competidores na divisão de cadeira de rodas.
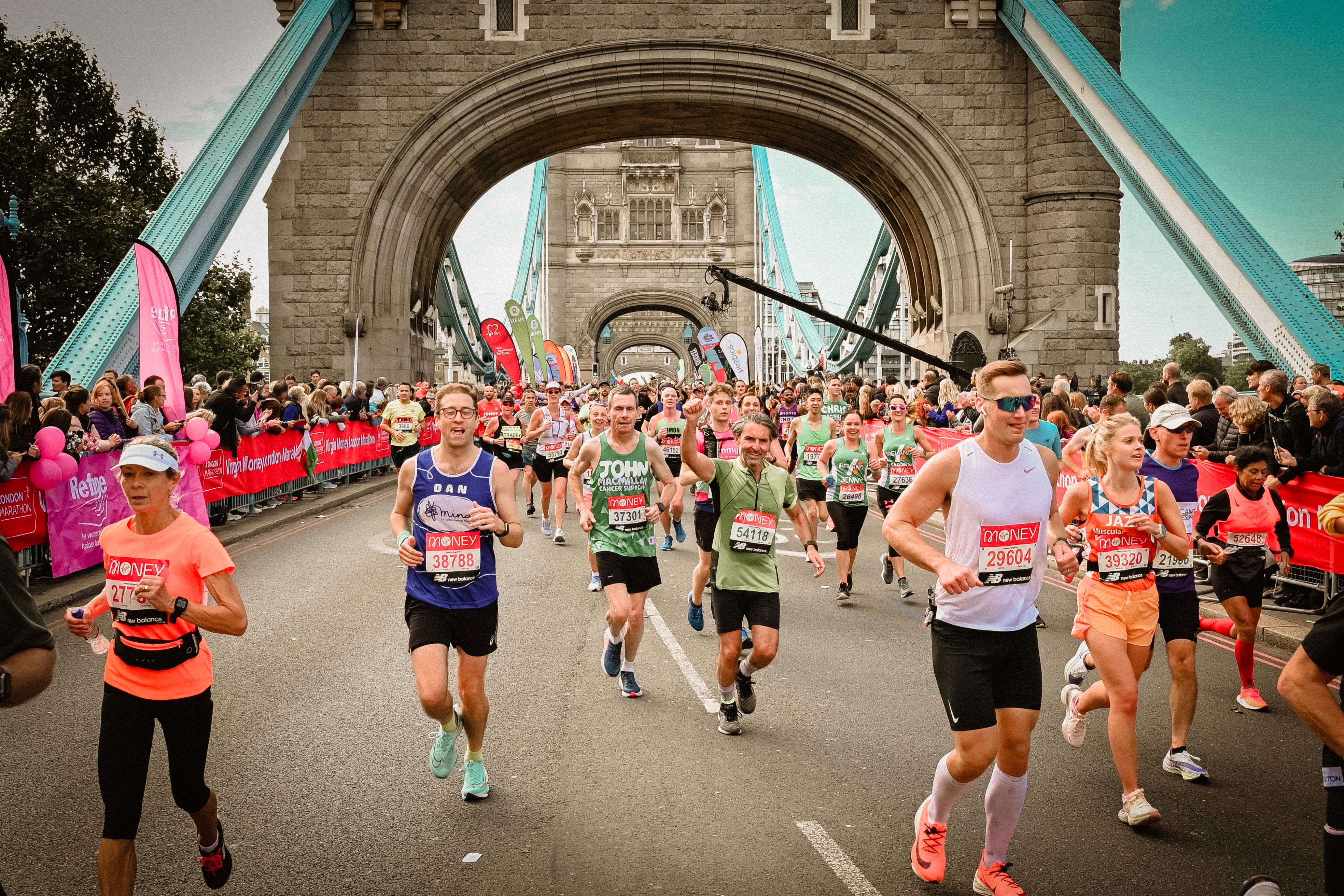
Corredores cruzam a Tower Bridge em 2021.